# Rumex intermedius
Rumex intermedius — вид квіткових рослин родини Гречкові (Polygonaceae).

## Опис
Рослина прямостояча, до 75(90) см заввишки. Буває одне або більше стебел на рослину. Базальні листки (10)20–130(180) × (1)2–30(50) мм, довгасті або довгасто-яйцюваті. Сім'янки 2–2.5 мм, червонувато-коричневі або коричневі, блискучі.

## Поширення
Захід середземноморського регіону. Населяє набережні, сухі схили, виноградники, іноді росте на морському піску; на крейдяній або кременистій підкладці; на висотах 0–1520 м.

## Галерея

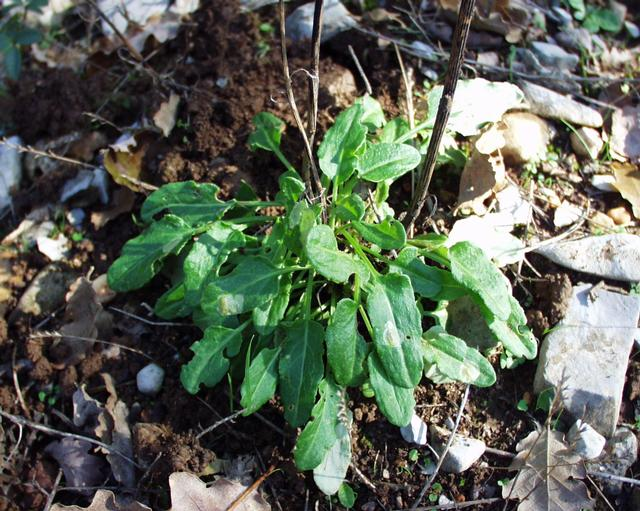
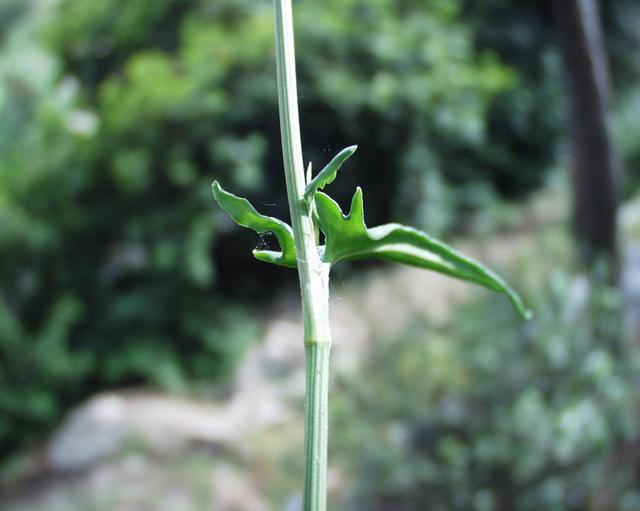